# Шошандухт
Шошандухт или Шишиндухт — царица, супруга шахиншаха Ирана Йездигерда I (начало V века). Имела еврейское происхождение.
В пехлевийском географическом произведении «Шахрестаниха и Эраншахр», относящемся к IX веку новой эры и основанном на сасанидских источниках не позднее VI века сказано (в переводе Э. Ш. Хуршудян):
Города Сузы (Шош) и Шостар были построены Шишин-духт, женой Йездигерда, сына Шапура, ибо она была дочерью Реш-Галудака, царя иудеев, а также матерью Вахрама Гора. (Города Ирана. 47.)
Город Гай (Исфахан) был построен проклятым Александром, сыном Филиппа. Там находилось поселение евреев (иудеев). В период правления Йездигерда, сына Шапура, они (евреи) были туда переселены по просьбе Шишиндухт, которая была его супругой. (Города Ирана. 53.)
Чтение имени царицы отчасти неопределенно. Шошан-духт более вероятное, так как шошан из ивр. שושן‎ — «лилия» и перс. духт — «дочь».
Обстоятельное исследование Жама Дармстетера в REJ, XIX, 41—53, приводит текст из Schach-Nameh Pehlavi (с некоторыми отступлениями в произношении имен), свидетельствующее, что отцом персидской царицы был экзиларх Гуна Бар Натан.